# Charles Emmanuel Fantazzi
Charles Emmanuel Fantazzi (* 27. August 1930 in Yonkers) ist ein US-amerikanischer Altphilologe und neulateinischer Philologe.

## Leben
Er erwarb den BA Griechisch und Latein, den M.A. Griechisch und Latein an der Catholic University of America und 1964 den Ph.D. Vergleichende Literaturwissenschaft (Latein, Französisch, Italienisch) mit der Arbeit The Virgilian Version of Pastoral der Harvard University. Er ist Ehrendoktor der University of Windsor. Er wurde 2002 Mitglied der Koninklijke Vlaamse Academie van België voor Wetenschappen en Kunsten. Er ist Thomas Harriot Distinguished Teaching Professor Emeritus of Classics and Great Books der East Carolina University.
Seine Interessengebiete sind lateinische Literatur der Renaissance (vor allem Michael Marullus, Angelo Poliziano, Jacopo Sannazaro), Erasmus von Rotterdam, Juan Luis Vives und italienische Literatur der Renaissance, Vergil.